# 杉山健博
杉山 健博（すぎやま たけひろ、1958年11月20日 - ）は、日本の実業家。阪急阪神不動産代表取締役会長、阪神電気鉄道取締役、阪神タイガース取締役オーナー。阪急阪神ホールディングス前代表取締役社長。甲南女子学園理事長を歴任。

## 来歴
兵庫県出身。東京大学法学部を卒業後、阪急電鉄に入社。神戸電鉄代表取締役社長等を歴任した後、2017年に阪急電鉄及び阪急阪神ホールディングスの代表取締役社長に就任。
2022年12月21日付で阪神電気鉄道の取締役及び藤原崇起の後任として阪神タイガース取締役オーナーに就任。これまでタイガースの球団オーナーは阪神電鉄の社長または会長が務めてきたが、今回の就任で阪急阪神が経営統合した2006年以来初めて阪急出身者がタイガースのオーナーを務めることになるほか、1988年に阪急ブレーブスをオリックスに譲渡して以来の阪急出身者の球団オーナー就任となる。その一方で2023年3月1日付で阪急阪神HDの代表取締役社長を退任し、取締役になった。

### オーナー就任後
2023年9月14日、オーナー就任から僅か1年足らずで阪神の18年振りのセリーグ制覇を達成。これに対してインタビューで「球団を挙げて今年は必ず優勝を果たそうという思いでやってきましたので、個人としても球団としても非常にうれしい」と語り、これからの球団としての展望を常勝軍団となるために「1つは編成、もう1つは育成、3つ目は勝利という思考。この3つがバランスよく進むことがチームを強くすると思っております。編成は１年で出来ることじゃなく5年10年の仕事。このチームの編成は5年10年の間によくできたし、バランスの取れた陣容と思っています」と球団関係者に労いの言葉を贈り、加えて「実は一番欠けていたのが3つ目で勝利と優勝。それを岡田彰布監督にお越しいただいて、今回勝ち得たわけですから。1回優勝したから満足という話ではない。申し上げた3つをバランスよく伸ばしていくこと。そう思っています」とオーナーとして球団の更なる活躍を誓った。
しかし、阪神の飛躍はこれに留まらず同年11月5日の京セラドームで行われた日本シリーズ第7戦にてオリックス・バファローズを下し38年振り2回目の日本一を成し遂げる。日本一を達成後のビールかけ冒頭にて杉山は満面の笑みで登壇し、「この今回の日本一はこれからのタイガースの黄金期の幕開けであります」と述べた。これはかつて阪神の監督で3年連続最下位を味わった野村克也が、2014年に出した著書「阪神タイガースの黄金時代が永遠に来ない理由」(宝島社新書)に書かれていた、チームのお坊ちゃま体質、選手を甘やかすファンとマスコミ、あしき伝統に染まったフロントの変革を予感させるものであった。

## 経歴
- 1982年3月 - 東京大学法学部卒業
- 1982年4月 - 阪急電鉄(株)入社
- 2001年4月 - 阪急電鉄(株)経営推進室長
- 2003年6月 - 阪急電鉄(株)グループ政策推進室長
- 2005年6月 - 阪急電鉄(株)取締役
- 2006年6月 - 阪急ホールディングス(株)取締役
- 2006年10月 - 阪急阪神ホールディングス(株)取締役
- 2007年4月 - 阪急電鉄(株)常務取締役
- 2013年6月 - 神戸電鉄(株)代表取締役社長
- 2016年6月 - 阪急阪神ホールディングス(株)代表取締役副社長
- 2016年6月 - 阪急電鉄(株)代表取締役副社長
- 2016年6月 - 2022年3月　阪神電気鉄道(株)取締役
- 2017年4月 - 阪急電鉄(株)代表取締役社長
- 2017年6月 - 阪急阪神ホールディングス(株)代表取締役社長
- 2021年4月 - 阪急阪神不動産(株)代表取締役会長
- 2022年12月 - 阪神電気鉄道(株)取締役、(株)阪神タイガース取締役オーナー
- 2023年3月 - 阪急阪神ホールディングス(株)取締役